# Glycerinaldehyd-3-phosphat
Glycerinaldehyd-3-phosphat, oft als G3P bezeichnet, ist ein Phosphorsäureester des Glycerinaldehyds. Es ist ein Zwischenprodukt der Abbauwege für Glucose in der Zelle, der Glykolyse (siehe auch Glycerinaldehyd-3-phosphat-Dehydrogenase) und auch des Entner-Doudoroff-Wegs. Aber auch die Neubildung von Glucose aus Pyruvat, die Gluconeogenese, verläuft über die Zwischenstufe des Glycerinaldehyd-3-phosphats. Zudem stellt ein Molekül Glycerinaldehyd-3-phosphat den Nettogewinn an Kohlenstoff bei der CO2-Fixierung und -Reduktion im Calvin-Zyklus der Photosynthese dar, das zum Aufbau von Hexosen genutzt werden kann. Es ist isomer zum Dihydroxyacetonphosphat. Die Isomerisierung erfolgt mit der Triosephosphatisomerase. Die Synthese erfolgte durch Hermann O. L. Fischer und Erich Baer.

Strukturformel von Glycerinaldehyd-3-phosphat (deprotoniert)

## Externe Links zu erwähnten Verbindungen
1. ↑  Externe Identifikatoren von bzw. Datenbank-Links zu D-Glycerinaldehyd-3-phosphat:  CAS-Nr.: 591-57-1, PubChem: 439168, ChemSpider: 388314, DrugBank: DB02263, Wikidata: Q26992303.